# Dalton Castle

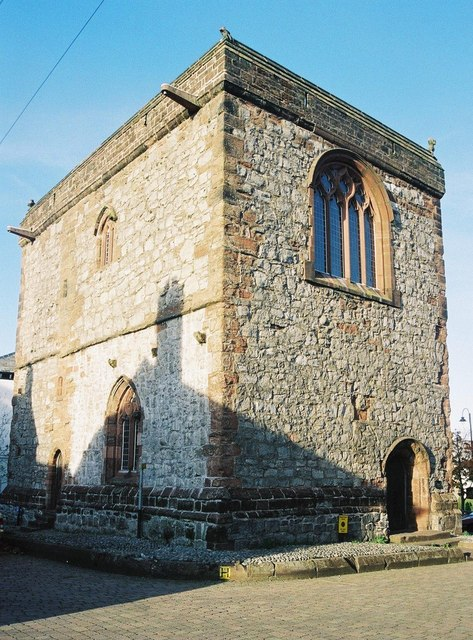
Dalton Castle 2007

Dalton Castle ist ein Peel Tower in der Kleinstadt Dalton-in-Furness in der englischen Grafschaft Cumbria. Er wird heute vom National Trust verwaltet. English Heritage hat ihn als historisches Gebäude I. Grades gelistet.
Der Turm wurde von den Mönchen von Furness Abbey im 14. Jahrhundert zum Schutz des nahegelegenen Marktfleckens erbaut. Von dort aus verwaltete der Abt die Gegend und hielt Gerichtsverhandlungen ab.
Heute befindet sich auf Dalton Castle ein Museum der Ortsgeschichte und eine Ausstellung des in der Stadt geborenen Malers George Romney.